# HMS Khartoum
HMS Khartoum – brytyjski niszczyciel z okresu II wojny światowej, należący do typu K (J/K/N), w służbie Royal Navy w latach 1939–1940. Nosił znak taktyczny F45. Zniszczony przez pożar na Morzu Czerwonym 23 czerwca 1940.

## Budowa
Budowę okrętu zamówiono w marcu 1937 w ramach programu z 1937 roku. Stępkę pod jego budowę położono 27 października 1937 w stoczni Swan Hunter & Wigham Richardson w Wallsend, kadłub wodowano 6 lutego 1939. Okręt wszedł do służby w Royal Navy 6 listopada 1939 pod nazwą „Khartoum” od miasta Chartum, związanego z brytyjskimi wojnami kolonialnymi. W tej samej stoczni budowano też równocześnie niszczyciel HMS „Janus” identycznego typu J.

## Służba

### Morze Północne 1939–1940
„Khartoum” wszedł do służby brytyjskiej niedługo po wybuchu II wojny światowej i 1 grudnia 1939 dołączył do 5 Flotylli Niszczycieli dowodzonej przez kmdra Louisa Mountbattena grupującej okręty typu K i wchodzącej w skład Floty Metropolii (Home Fleet), bazującej początkowo w Scapa Flow. Przez pierwsze miesiące wojny niszczyciele flotylli przeważnie eskortowały główne siły floty i konwoje przybrzeżne. 19 grudnia „Khartoum” był atakowany niecelnie torpedą przez okręt podwodny i kontratakował go bombami głębinowymi, także nieskuteczne. Jeszcze kilka razy w toku wojny atakował okręty podwodne, również bez skutków. 1 lutego 1940 wraz z patrolowcem „Viking Deeps” uratował 13 rozbitków ze szwedzkiego statku „Fram” zatopionego przez niemiecki okręt podwodny U-13. Pod koniec lutego „Khartoum” odniósł niewielkie uszkodzenia na skutek sztormu i od marca do maja 1940  był remontowany w Falmouth.

### Morze Czerwone 1940
14 maja 1940 „Khartoum” z grupą niszczycieli (m.in. „Kandahar”, „Kimberley” i „Kingston” z 5. Flotylli) został przeniesiony do Floty Śródziemnomorskiej, docierając 24 maja do Suezu. Z tymi niszczycielami utworzył 28. Dywizjon Niszczycieli, pełniący zadania eskortowe na Morzu Czerwonym. 11 czerwca patrolował u wybrzeży Somali Włoskiego z HMS „Kingston” i krążownikiem HMAS „Hobart”, lecz bez kontaktu z jednostkami nieprzyjaciela.
23 czerwca rano „Khartoum” wziął udział w pojedynku na powierzchni z włoskim okrętem podwodnym „Torricelli” (typu Brin) w cieśninie Bab al-Mandab, wraz z niszczycielami HMS „Kandahar”, „Kingston” i slupem „Shoreham”, zakończonego zatopieniem „Torricellego” o 6:24. Po walce „Khartoum” patrolował ten rejon, lecz ok. godziny 11.50 wybuchł na nim pożar, spowodowany samoczynnym wybuchem zbiornika powietrza jednej z torped. Część publikacji, w ślad za propagandą włoską, podaje mało prawdopodobną wersję, że pożar został spowodowany ostrzelaniem przez okręt podwodny „Torricelli”, którego ostrzał był jednak niecelny i miał miejsce kilka godzin wcześniej. O 12.45 na niszczycielu wybuchła rufowa komora amunicyjna. Nie mogąc opanować pożaru, dowódca okrętu skierował jednostkę na brzeg koło Perim, w rejonie pozycji 12°38′N 43°24′E/12,633333 43,400000. Zginął tylko jeden członek załogi, trzech zostało rannych. Okręt został następnie uznany za nienadający się do remontu i skreślony z listy floty. Był pierwszym straconym okrętem typów J/K/N.
Dowódcy:
- listopad 1939 – czerwiec 1940: Cmdr (kmdr por.) D.T. Dowler

## Dane techniczne
Szczegóły w artykule Niszczyciele typu J/K/N

### Uzbrojenie
- 6 dział 120 mm QF Mk XII na podwójnych podstawach CP Mk XIX, osłoniętych maskami (3xII)
  - długość lufy: L/45 (45 kalibrów), donośność maksymalna 15 520 m, kąt podniesienia +40°, masa pocisku 22,7 kg
- 4 automatyczne armaty przeciwlotnicze 40 mm Vickers Mk VIII („pom-pom”) poczwórnie sprzężone na podstawie Mk VII (1xIV)
- 8 wkm plot  Vickers Mk III 12,7 mm (2xIV)
- 10 wyrzutni torpedowych 533 mm w dwóch aparatach torpedowych PR Mk II (2xV), 10 torped Mk IX[5]
- 1 zrzutnia na 6 bomb i 2 miotacze bomb głębinowych (20 bomb głębinowych)

Wyposażenie
- hydrolokator Asdic
- system kierowania ogniem artylerii: dalocelownik (DCT) i główny dalmierz (na nadbudówce dziobowej)